# Tweede klasse 1907-08 (voetbal België)
Het seizoen 1907/08 van Division 1 (Eerste Afdeeling), de voorloper van de Belgische Tweede Klasse, was het twaalfde seizoen dat er een competitie onder het hoogste niveau gespeeld werd in België. De competitie werd niet als een nationaal niveau beschouwd. Er was ook geen echte degradatie- of promotieregeling.
De 30 deelnemende ploegen werden ingedeeld volgens vier regionale reeksen "Antwerpen", "Brabant", "Luik" en "Vlaanderen", die Division 2 (Tweede Afdeeling) werden genoemd.  Acht van deze ploegen kwalificeerden zich voor Division 1. RC de Gand werd de uiteindelijke winnaar en promoveerde op het einde van het seizoen samen met vice-kampioen Excelsior SC de Bruxelles naar de Ere Afdeling 1908/09.

## Division 2

### Afdeling Antwerpen
|   |   |                           | P  | W | G | V | +  | -  | DS  | Ptn |
| - | - | ------------------------- | -- | - | - | - | -- | -- | --- | --- |
| Q | 1 | Antwerp Football Alliance | 10 | 8 | 1 | 1 | 39 | 16 | 23  | 17  |
| Q | 2 | RC Malines                | 10 | 8 | 0 | 2 | 40 | 19 | 21  | 16  |
|   | 3 | FC Malinois               | 10 | 5 | 1 | 4 | 26 | 15 | 11  | 11  |
|   | 4 | AS Anversoise Borgerhout  | 10 | 5 | 0 | 5 | 32 | 21 | 11  | 10  |
|   | 5 | reserven Beerschot AC     | 10 | 2 | 0 | 8 | 10 | 43 | -33 | 4   |
|   | 6 | reserven Antwerp FC       | 10 | 1 | 0 | 9 | 6  | 39 | -33 | 2   |

P: wedstrijden gespeeld, W: wedstrijden gewonnen, G: gelijke spelen, V: wedstrijden verloren, +: gescoorde doelpunten, -: doelpunten tegen, DS: doelsaldo, Ptn: totaal punten,  Q: gekwalificeerd

### Afdeling Brabant
|   |    |                                   | P  | W  | G | V  | +   | -  | DS  | Ptn |
| - | -- | --------------------------------- | -- | -- | - | -- | --- | -- | --- | --- |
| Q | 1  | Excelsior SC de Bruxelles         | 18 | 15 | 2 | 1  | 101 | 19 | 82  | 32  |
| Q | 2  | reserven Daring Club de Bruxelles | 18 | 13 | 4 | 1  | 81  | 24 | 57  | 30  |
|   | 3  | Atheneum VV Stockel               | 18 | 14 | 2 | 2  | 66  | 21 | 45  | 30  |
|   | 4  | reserven Racing Club de Bruxelles | 18 | 5  | 5 | 8  | 44  | 44 | 0   | 15  |
|   | 5  | reserven Union Saint-Gilloise     | 18 | 4  | 7 | 7  | 30  | 48 | -18 | 15  |
|   | 6  | Uccle Sport                       | 18 | 7  | 1 | 10 | 34  | 60 | -26 | 15  |
|   | 7  | Olympia Club de Bruxelles         | 18 | 6  | 2 | 10 | 37  | 49 | -12 | 14  |
|   | 8  | Scaring FC Ensival                | 18 | 5  | 2 | 11 | 31  | 66 | -35 | 12  |
|   | 9  | reserven Léopold Club             | 18 | 5  | 1 | 12 | 30  | 68 | -38 | 11  |
|   | 10 | Stade Louvaniste                  | 18 | 2  | 2 | 14 | 20  | 75 | -55 | 6   |

P: wedstrijden gespeeld, W: wedstrijden gewonnen, G: gelijke spelen, V: wedstrijden verloren, +: gescoorde doelpunten, -: doelpunten tegen, DS: doelsaldo, Ptn: totaal punten,  Q: gekwalificeerd

### Afdeling Luik
|   |   |                            | P  | W  | G | V  | +  | -  | DS  | Ptn |
| - | - | -------------------------- | -- | -- | - | -- | -- | -- | --- | --- |
| Q | 1 | Standard FC Liégeois       | 12 | 10 | 1 | 1  | 54 | 17 | 37  | 21  |
| Q | 2 | CS Verviétois              | 12 | 9  | 2 | 1  | 55 | 7  | 48  | 20  |
|   | 3 | SC Theux                   | 12 | 7  | 3 | 2  | 43 | 22 | 21  | 17  |
|   | 4 | FC Bressoux                | 12 | 4  | 3 | 5  | 31 | 35 | -4  | 11  |
|   | 5 | Tilleur FC                 | 12 | 4  | 1 | 7  | 21 | 52 | -31 | 9   |
|   | 6 | reserven FC Liégeois       | 12 | 2  | 0 | 10 | 11 | 50 | -39 | 4   |
|   | 7 | Skill FC Val-Saint-Lambert | 12 | 1  | 0 | 11 | 14 | 46 | -32 | 2   |

P: wedstrijden gespeeld, W: wedstrijden gewonnen, G: gelijke spelen, V: wedstrijden verloren, +: gescoorde doelpunten, -: doelpunten tegen, DS: doelsaldo, Ptn: totaal punten,  Q: gekwalificeerd

### Afdeling Vlaanderen
|   |   |                      | P  | W  | G | V | +  | -  | DS  | Ptn |
| - | - | -------------------- | -- | -- | - | - | -- | -- | --- | --- |
| Q | 1 | AA La Gantoise       | 12 | 10 | 2 | 0 | 66 | 13 | 53  | 22  |
| Q | 2 | RC de Gand           | 12 | 7  | 2 | 3 | 39 | 27 | 12  | 16  |
|   | 3 | reserven FC Brugeois | 12 | 6  | 1 | 5 | 30 | 34 | -4  | 13  |
|   | 4 | reserven CS Brugeois | 12 | 4  | 2 | 6 | 28 | 35 | -7  | 10  |
|   | 5 | FC Eendracht Gent    | 12 | 5  | 0 | 7 | 27 | 32 | -5  | 10  |
|   | 6 | SC Meninois          | 12 | 3  | 1 | 8 | 26 | 50 | -24 | 7   |
|   | 7 | FC Mouscron          | 12 | 3  | 0 | 9 | 21 | 46 | -25 | 6   |

P: wedstrijden gespeeld, W: wedstrijden gewonnen, G: gelijke spelen, V: wedstrijden verloren, +: gescoorde doelpunten, -: doelpunten tegen, DS: doelsaldo, Ptn: totaal punten,  Q: gekwalificeerd

## Division 1
De acht gekwalificeerde ploegen speelden een competitie onder de naam Division 1.  RC de Gand en Excelsior SC de Bruxelles eindigden beiden met 12 punten. Na een testwedstrijd kroonde RC de Gand zich tot kampioen, en promoveerde samen met Excelsior Sc de Bruxelles naar de Ere Afdeeling.
|   |   |                                   | P | W | G | V | +  | -  | DS  | Ptn |
| - | - | --------------------------------- | - | - | - | - | -- | -- | --- | --- |
| K | 1 | RC de Gand                        | 7 | 6 | 0 | 1 | 25 | 10 | 15  | 12  |
| P | 2 | Excelsior SC de Bruxelles         | 7 | 6 | 0 | 1 | 25 | 4  | 21  | 12  |
|   | 3 | Standard FC Liégeois              | 7 | 4 | 0 | 3 | 19 | 9  | 10  | 8   |
|   | 4 | AA La Gantoise                    | 6 | 3 | 0 | 3 | 21 | 11 | 10  | 6   |
|   | 5 | reserven Daring Club de Bruxelles | 7 | 3 | 0 | 4 | 13 | 23 | -10 | 6   |
|   | 6 | RC Malines                        | 7 | 3 | 0 | 4 | 12 | 21 | -9  | 6   |
|   | 7 | CS Verviétois                     | 6 | 1 | 0 | 5 | 6  | 21 | -15 | 2   |
|   | 8 | Antwerp Football Alliance         | 7 | 1 | 0 | 6 | 10 | 32 | -22 | 2   |

P: wedstrijden gespeeld, W: wedstrijden gewonnen, G: gelijke spelen, V: wedstrijden verloren, +: gescoorde doelpunten, -: doelpunten tegen, DS: doelsaldo, Ptn: totaal punten
K: kampioen en promotie, P: promotie
Testwedstrijd voor het kampioenschap
| datum      | Wedstrijd  | Wedstrijd | Wedstrijd                 | Uitslag | Opmerking                                               |
| ---------- | ---------- | --------- | ------------------------- | ------- | ------------------------------------------------------- |
| 31.05.1908 | RC de Gand | -         | Excelsior SC de Bruxelles | 4 - 3   | wedstrijd gespeeld op het veld van Union Saint-Gilloise |